# 17. ceremonia wręczenia Oscarów
17. ceremonia rozdania Oscarów odbyła się 15 marca 1945 roku w Grauman’s Chinese Theater w Los Angeles.

## Laureaci i nominowani
Dla wyróżnienia zwycięzców poszczególnych kategorii, napisano ich pogrubioną czcionką oraz umieszczono na przedzie (tj. poza kolejnością nominacji na oficjalnych listach).

### Najlepszy Film
- wytwórnia: Paramount Pictures – Idąc moją drogą
- wytwórnia: Paramount Pictures – Podwójne ubezpieczenie
- wytwórnia: Metro-Goldwyn-Mayer – Gasnący płomień
- wytwórnia: Selznick International Pictures – Od kiedy cię nie ma
- wytwórnia: 20th Century Fox – Wilson

### Najlepszy Aktor
- Bing Crosby – Idąc moją drogą
- Charles Boyer – Gasnący płomień
- Barry Fitzgerald – Idąc moją drogą
- Cary Grant – Nic oprócz samotnego serca
- Alexander Knox – Wilson

### Najlepsza Aktorka
- Ingrid Bergman – Gasnący płomień
- Claudette Colbert – Od kiedy cię nie ma
- Bette Davis – Pan Skeffington
- Greer Garson – Pani Parkington
- Barbara Stanwyck – Podwójne ubezpieczenie

### Najlepszy Aktor Drugoplanowy
- Barry Fitzgerald – Idąc moją drogą
- Hume Cronyn – Siódmy krzyż
- Claude Rains – Pan Skeffington
- Clifton Webb – Laura
- Monty Woolley – Od kiedy cię nie ma

### Najlepsza Aktorka Drugoplanowa
- Ethel Barrymore – Nic oprócz samotnego serca
- Jennifer Jones – Od kiedy cię nie ma
- Angela Lansbury – Gasnący płomień
- Aline MacMahon – Smocze nasienie
- Agnes Moorehead – Pani Parkington

### Najlepszy Reżyser
- Leo McCarey – Idąc moją drogą
- Billy Wilder – Podwójne ubezpieczenie
- Otto Preminger – Laura
- Alfred Hitchcock – Łódź ratunkowa
- Henry King – Wilson

### Najlepszy Scenariusz Oryginalny
- Lamar Trotti – Wilson
- Preston Sturges – Witajcie bohatera-zdobywcę
- Preston Sturges – The Miracle of Morgan’s Creek
- Richard Connell i Gladys Lehman – Dwie dziewczyny i żeglarz
- Jerome Cady – Wing and a Prayer

### Najlepsze materiały do scenariusza
- Leo McCarey – Idąc moją drogą
- Chandler Sprague i David Boehm – A Guy Named Joe
- John Steinbeck – Łódź ratunkowa
- Alfred Neumann i Joseph Than – None Shall Escape
- Edward Doherty i Jules Schermer – Pięciu zuchów

### Najlepszy Scenariusz Adaptowany
- Frank Butler i Frank Cavett – Idąc moją drogą
- Billy Wilder i Raymond Chandler – Podwójne ubezpieczenie
- John Van Druten, Walter Reisch i John L. Balderston – Gasnący płomień
- Jay Dratler, Samuel Hoffenstein i Betty Reinhardt – Laura
- Irving Brecher i Fred F. Finklehoffe – Spotkamy się w St. Louis

### Najlepsze Zdjęcia

#### Film Czarno-Biały
- Joseph LaShelle – Laura
- John Seitz – Podwójne ubezpieczenie
- Sidney Wagner – Smocze nasienie
- Joseph Ruttenberg – Gasnący płomień
- Lionel Lindon – Idąc moją drogą
- Glen MacWilliams – Łódź ratunkowa
- Stanley Cortez i Lee Garmes – Od kiedy cię nie ma
- Robert Surtees i Harold Rosson – 30 sekund nad Tokio
- Charles Lang – The Uninvited
- George Folsey – Białe klify w Dover(inne języki)

#### Film Kolorowy
- Leon Shamroy – Wilson
- Rudolph Maté i Allen M. Davey – Modelka
- Edward Cronjager – Home in Indiana
- Charles Rosher – Kismet
- Ray Rennahan – Lady in the Dark
- George Folsey – Spotkamy się w St. Louis

### Najlepsza Scenografia i Dekoracja Wnętrz

#### Film Czarno-Biały
- Cedric Gibbons, William Ferrari, Edwin B. Willis i Paul Huldschinsky – Gasnący płomień
- Lionel Banks, Walter Holscher i Joseph Kish – Address Unknown
- John J. Hughes i Fred MacLean – The Adventures of Mark Twain
- Perry Ferguson i Julia Heron – Casanova Brown
- Lyle Wheeler, Leland Fuller i Thomas Little – Laura
- Hans Dreier, Robert Usher i Sam Comer – Nie czas na miłość
- Mark-Lee Kirk i Victor A. Gangelin – Od kiedy cię nie ma
- Song of the Open Road[1]
- Albert S. D’Agostino, Carroll Clark, Darrell Silvera i Claude Carpenter – Step Lively

#### Film Kolorowy
- Wiard Ihnen i Thomas Little – Wilson
- John B. Goodman, Alexander Golitzen, Russell A. Gausman i Ira S. Webb – The Climax
- Lionel Banks, Cary Odell i Fay Babcock – Modelka
- Charles Novi i Jack McConaghy – The Desert Song
- Cedric Gibbons, Daniel B. Cathcart, Edwin B. Willis i Richard Pefferle – Kismet
- Hans Dreier, Raoul Pene du Bois i Ray Moyer – Lady in the Dark
- Ernst Fegte i Howard Bristol – Księżniczka i Pirat

### Najlepszy Dźwięk
- 20th Century-Fox Studio Sound Department, reżyser dźwięku: E.H. Hansen – Wilson
- Republic Studio Sound Department, reżyser dźwięku: Daniel J. Bloomberg – Brazil
- Samuel Goldwyn Studio Sound Department, reżyser dźwięku: Thomas T. Moulton – Casanova Brown
- Columbia Studio Sound Department, reżyser dźwięku: John Livadary – Modelka
- Paramount Studio Sound Department, reżyser dźwięku: Loren L. Ryder – Podwójne ubezpieczenie
- Universal Studio Sound Department, reżyser dźwięku: Bernard B. Brown – Siostra lokaja
- Warner Bros. Studio Sound Department, reżyser dźwięku: Nathan Levinson – Hollywood Canteen
- Sound Service, Inc., reżyser dźwięku: Jack Whitney – Zdarzyło się to jutro
- Metro-Goldwyn-Mayer Studio Sound Department, reżyser dźwięku: Douglas Shearer – Kismet
- RKO Radio Studio Sound Department, reżyser dźwięku: Stephen Dunn – Music in Manhattan
- RCA Sound, reżyser dźwięku: W.M. Dalgleish – Voice in the Wind

### Najlepsza Piosenka
- „Swinging on a Star” – Idąc moją drogą – muzyka: James Van Heusen, słowa: Johnny Burke
- „I Couldn’t Sleep a Wink Last Night” – Higher and Higher – muzyka: Jimmy McHugh, słowa: Harold Adamson
- „I’ll Walk Alone” – Za wami, chłopcy – muzyka: Jule Styne, słowa: Sammy Cahn
- „I’m Making Believe” – Sweet and Low-Down – muzyka: James V. Monaco, słowa: Mack Gordon
- „Long Ago and Far Away” – Modelka – muzyka: Jerome Kern, słowa: Ira Gershwin
- „Now I Know” – Up in Arms – muzyka: Harold Arlen, słowa: Ted Koehler
- „Remember Me to Carolina” – Minstrel Man – muzyka: Harry Revel, słowa: Paul Webster
- „Rio de Janeiro” – Brazil – muzyka: Ary Barroso, słowa: Ned Washington
- „Silver Shadows and Golden Dreams” – Belita tańczy – muzyka: Lew Pollack, słowa: Charles Newman
- „Sweet Dreams Sweetheart” – Hollywood Canteen – muzyka: M.K. Jerome, słowa: Ted Koehler
- „Too Much in Love” – Song of the Open Road – muzyka: Walter Kent, słowa: Kim Gannon
- „The Trolley Song” – Spotkamy się w St. Louis – muzyka i słowa: Ralph Blane i Hugh Martin

### Najlepsza Muzyka

#### Dramat
- Max Steiner – Od kiedy cię nie ma
- Morris Stoloff i Ernst Toch – Address Unknown
- Max Steiner – The Adventures of Mark Twain
- Dimitri Tiomkin – The Bridge of San Luis Rey
- Arthur Lange – Casanova Brown
- H.J. Salter – Christmas Holiday
- Miklós Rózsa – Podwójne ubezpieczenie
- Walter Scharf i Roy Webb – The Fighting Seabees
- Edward Paul i Michel Michelet – The Hairy Ape
- Robert Stolz – Zdarzyło się to jutro
- Frederic Efrem Rich – Jack London
- Herbert Stothart – Kismet
- Hanns Eisler i C. Bakaleinikoff – Nic oprócz samotnego serca
- David Rose – Księżniczka i Pirat
- Karl Hajos – Summer Storm
- Franke Harling – Three Russian Girls
- Edward Paul – Up in Mabel’s Room
- Michel Michelet – Voice in the Wind
- Alfred Newman – Wilson
- Miklos Rozsa – Woman of the Town

#### Musical
- Morris Stoloff i Carmen Dragon – Modelka
- Walter Scharf – Brazil
- C. Bakaleinikoff – Higher and Higher
- Ray Heindorf – Hollywood Canteen
- Alfred Newman – Irish Eyes Are Smiling
- Werner R. Heymann i Kurt Weill – Knickerbocker Holiday
- Robert Emmett Dolan – Lady in the Dark
- Edward Kay – Belita tańczy
- Georgie Stoll – Spotkamy się w St. Louis
- H.J. Salter – The Merry Monahans
- Ferde Grofé i Leo Erdody – Minstrel Man
- Mahlon Merrick – Sensations of 1945
- Charles Previn – Song of the Open Road
- Ray Heindorf i Louis Forbes – Up in Arms

### Najlepszy Montaż
- Barbara McLean – Wilson
- Leroy Stone – Idąc moją drogą
- Owen Marks – Janie
- Roland Gross – Nic oprócz samotnego serca
- Hal C. Kern i James E. Newcom – Od kiedy cię nie ma

### Najlepsze Efekty Specjalne
- wizualne: A. Arnold Gillespie, Donald Jahraus i Warren Newcombe, dźwiękowe: Douglas Shearer – 30 sekund nad Tokio
- wizualne: Paul Detlefsen i John Crouse, dźwiękowe: Nathan Levinson – The Adventures of Mark Twain
- wizualne: Vernon L. Walker, dźwiękowe: James G. Stewart i Roy Granville – Dni chwały
- wizualne: David Allen, Ray Cory i Robert Wright, dźwiękowe: Russell Malmgren i Harry Kusnick – Secret Command
- wizualne: John R. Cosgrove, dźwiękowe: Arthur Johns – Od kiedy cię nie ma
- wizualne: Gordon Jennings i Farciot Edouart, dźwiękowe: George Dutton – Historia doktora Wassella
- wizualne: Fred Sersen, dźwiękowe: Roger Heman – Wilson

### Najlepszy Krótkometrażowy Film Animowany
- Frederick Quimby – Mysie Kłopoty (z serii Tom i Jerry)
- George Pal – And to Think I Saw It on Mulberry Street (z serii Puppetoons)
- Screen Gems – Dog, Cat and Canary (z serii A Color Rhapsody)
- Walter Lantz – Fish Fry (z serii o Andy Panda)
- Walt Disney – How to Play Football (z serii o Goofym)
- Paul Terry – My Boy Johnny (z serii TerryToons)
- Warner Bros. – How to Play Football (z serii Zwariowane melodie)

### Najlepszy Krótkometrażowy Film na Jednej Rolce
- Jerry Fairbanks – Who’s Who in Animal Land
- Edmund Reek – Blue-Grass Gentlemen
- Gordon Hollingshead – Jammin’ the Blues
- Pete Smith – Movie Pests
- Ralph Staub – 50th Anniversary of Motion Pictures

### Najlepszy Krótkometrażowy Film na Dwóch Rolkach
- Gordon Hollingshead – I Won’t Play
- Louis Harris – Bombalera
- Jerry Bresler i Herbert Moulton – Main Street Today

### Najlepszy Film Dokumentalny

#### Krótkometrażowy
- United States Marine Corps – With the Marines at Tarawa
- United States Office of War Information Overseas Motion Picture Bureau – Hymn of the Nations
- RKO Radio – New Americans

#### Pełnometrażowy
- United States Navy – The Fighting Lady
- United States Army Air Forces – Resisting Enemy Interrogation

### Oscary honorowe i specjalne
- Bob Hope – za służbę Akademii Filmowej
- Margaret O’Brien – za dziecięcą rolę filmową

### Nagroda im. Irvinga G. Thalberga
- Darryl F. Zanuck

### Nagrody Naukowe i Techniczne

#### Klasa II
- Stephen Dunn i RKO Radio Studio Sound Department and Radio Corporation Of America – za projekt i rozwój elektronicznego ogranicznika kompresora. [Dźwięk]

#### Klasa III
- Linwod Dunn, Cecil Love i Acme Tool and Manufacturing Company – za projekt i budowę drukarki optycznej Acme-Dunn. [Laboratorium]
- Grover Laube i 20th Century Fox Studio Camera Department – za opracowanie urządzenia do projekcji w pętli ciągłej. [Dźwięk
- Western Electric Company – ZA projekt i budowę wzmacniacza ograniczającego 1126A do nagrywania dźwięku o zmiennej gęstości. [Dźwięk]
- Russell Brown, Ray Hinsdale i Joseph E. Robbins – za opracowanie i produkcyjne wykorzystanie hydraulicznego wahacza łodziowego Paramount. [Operacje sceniczne]
- Gordon Jennings – za projekt i konstrukcję statywu z punktem węzłowym Paramount. [Fotografia]
- Radio Corporation Of America i RKO Radio Studio Sound Department – za projekt i budowę komory pogłosowej RKO. [Dźwięk]
- Daniel J. Bloomberg i Republic Studio Sound Department – za projekt i opracowanie przełącznika selekcyjnego z wieloma blokadami. [Operacje sceniczne]
- Bernard B. Brown i John P. Livadary – za projekt i wykonanie oddzielnego pomieszczenia do nagrywania solistów i chórów. [Dźwięk]
- Paul Zeff, S.J. Twining i George Seid z Columbia Studio Laboratory – za wzór i zastosowanie do produkcji uproszczonego wywoływacza negatywu dźwiękowego o zmiennej powierzchni. [Laboratorium]
- Paul Lerpae – za projekt i budowę podróżnego urządzenia do projekcji i fotografii matowej Paramount. [Special Photographic]